# Cejpův dům
Cejpův dům nebo také Cejpův palác je označení pro městský palác na rohu Malého náměstí a Dlouhé ulice (č. p. 127) v Hradci Králové. Budova je zařazena na seznam kulturních památek ČR. Dům je cenný historicky i architektonicky (jedna z mála dochovaných renesančních staveb ve městě a zároveň památka na významnou osobnost v dějinách města).

## Historie
Pozemek, na němž stavba stojí, byl vymezen v rámci výstavby města již ve 14. století. Nejstarší dochovaná zděná část stavby (obvodové zdivo a dispozice severního traktu) pochází pravděpodobně z 2. poloviny 15. století.
V 16. století původní stavbu po svých rodičích zdědil pozdější dlouholetý městský primas Martin Cejp z Peclinovce a rozhodl se pro vybudování honosného renesančního rodového paláce. V roce 1571 proto proběhla zásadní přestavba, rozšíření původní stavby a zvýšení o druhé patro (letopočet 1571 je vidět na jednom z okenních portálů). I po jeho smrti (1599) zůstal v držení rodu Cejpů z Peclinovce.
V roce 1667/1668 byl kvůli dluhům tento dům spolu s pivovarskou částí čp. 128 prodán Janu Coenensovi (Johannu C. z Coenensu), podkomořímu královny a jejích věnných měst. Roku 1672 dům přešel na jeho stejnojmenného syna. Po jeho smrti v roce 1711 dům koupil smiřický purkrabí Tomáš Braun s manželkou Marií Magdalenou a po jeho smrti roku 1740 jej získala Anna Cejpová. Ta roku 1744 dům prodala Inocenci Švendovi, za jehož éry budova dvakrát vyhořela (1747 a 1762). V roce 1763 se majiteli stali František a Klára Švendovi, ale již následujícího roku (1764) budovu prodali Janu N. a Františce Křížovým. Kříž byl hospodářským inspektorem a primátorem (purkmistrem tzv. regulovaného magistrátu) Hradce Králové v letech 1788–1796.
V roce 1792 palác koupilo město pro krajský úřad, který se do města vrátil v červnu toho roku z Hořiněvsi. Od roku 1849 (asi do roku 1875) v budově sídlilo okresní hejtmanství, později soudy, cejchovní úřad či vyšší dívčí škola, kterou vedl Kristian Stefan. Po roce 1945 zde až do roku 2020 sídlily učňovské školy (SOU služeb).

## Stavba a architektura
Na počátku 19. století bylo renesanční průčelí částečně upraveno klasicistně. Vznik brány do dvora je datován do roku 1818. V roce 1819 byla zbudována společná zeď s vedlejší budovou poštmistra Kaldarara. Další úpravy proběhly po požárech a pro potřeby školy v 19. století (doloženy 1898). V roce 1902 byla dispozice budovy upravena do nynější podoby, když došlo k přeložení schodiště a vstupu do Dlouhé ulice.

## Zajímavosti
V budově v roce 1927 bydlel František Žaloudek, tvůrce modelu pevnostního Hradce Králové a kustod místního muzea.